# Dinkelsberg
Der Dinkelsberg ist ein 434,4 m hoher Berg im Pfälzerwald.

## Geographie

### Lage
Der Berg befindet sich im Südosten der Gemarkung der Ortsgemeinde Heltersberg. Die Nordflanke bildet den Heltersberger Wald und die Südflanke den Wadgasser Wald. Im Süden wird er durch das Schwarzbachtal begrenzt, das vom namensgebenden Schwarzbach durchflossen wird. Entlang seines Westfußes fließt das Dinkelsbächel und entlang des Ostfußes das Hundsbächel; in diesem Bereich befindet sich ebenso der Korbmacherbrunnen.
Benachbarte Berge sind der Dreisommerberg 392,7 m im Westen, der Große Hundsberg im Osten und der Hesselsberg 463 m im Süden.

### Naturräumliche Zuordnung
1. Großregion 1. Ordnung: Schichtstufenland beiderseits des Oberrheingrabens
2. Großregion 2. Ordnung: Pfälzisch-saarländisches Schichtstufenland
3. Großregion 3. Ordnung: Pfälzerwald
4. Region 4. Ordnung (Haupteinheit): Mittlerer Pfälzerwald
5. Region 5. Ordnung: Pfälzisches Holzland

## Natur
An seiner Südflanke befindet sich der als Naturdenkmal ausgewiesene Seelenfelsen und an seiner Nordostflanke der Korbmacherfels.

## Bauwerke
An seinem Südostfuß befinden sich die Hundsweihersägemühle und der Jugendzeltplatz Schwarzbachtal.

## Tourismus
Über den Dinkelsberg führt der Prädikatswanderweg Pfälzer Waldpfad und entlang seiner Südflanke der mit einem gelben Kreuz markierte Fernwanderweg Saar-Rhein-Main.